# فصة سمينة
الفصة السمينة (باللاتينية: Medicago crassipes) نوع نباتي يتبع جنس الفصة من الفصيلة البقولية.

## الموئل والانتشار
موطنها بلاد الشام وتركيا.

## مرادفات للاسم العلمي
- (باللاتينية: Trigonella crassipes Boiss.)